# Biblioteca de la Real Sociedad Económica Matritense
La Biblioteca de la Real Sociedad Económica Matritense es una biblioteca creada en 1775 por Carlos III de España, al cuidado de la Sociedad Económica Matritense, en Madrid, y siguiendo el modelo de la Vascongada. Dispone de un amplio fondo de colecciones legislativas y sobre temas relacionados con la agricultura, entre los que merece mención la primera edición -restaurada- de la obra de Herrera, además de los volúmenes sobre Historia de España de los siglos XVIII y XIX.

## Biblioteca errante
Siguiendo a la institución que la acogía, la biblioteca tuvo un inicio errabundo hasta establecerse en número 2 de la plaza de la Villa, en cuyas Salas Consistoriales se guardaban sus fondos siendo bibliotecario Baltasar Pedro de Moncada. En 1804, se trasladan a la Casa de Sordomudos, en la calle de las Rejas, a cargo de Manuel de Vaca y Pinilla; pero la toma de Madrid y su corte por el ejército francés supuso un nuevo traslado de los libros al palacio del conde de Cabarrús (conocido más tarde como Corralón de los Desamparados). De allí salieron más tarde hacia un caserón en la calle del Turco, hasta que en 1866 se instaló la biblioteca en la plaza del Ayuntamiento, en el edificio conocido como Torre de los Lujanes.
En 1895, el conjunto de la biblioteca quedó incluido en el Cuerpo de Archiveros y Bibliotecarios y declarada pública por el Ministerio de Fomento, un año después. Ya con el siglo XX, Juan Pío Catalina, concluyó los Catálogos de Materia, censando unas cinco mil obras. Su labor de bibliotecario quedaría recogida en su Introducción a los Apuntes para el Catálogo del Archivo de la Real Sociedad Económica Matritense de Amigos del País. Entre la década de 1930 y la de 1970, el fondo de la biblioteca se convertiría en un legado abandonado y amontonado en un almacén, recuperándose con motivo del bicentenario de la Sociedad con el nuevo catálogo realizado por María del Pilar Mur Rengifo. Con el siglo XXI se inició el proceso de digitalización.

## Fondos y colecciones
En virtud de una Real Orden, a partir de 1819, la biblioteca acogió un ejemplar de todo lo que fuera publicado, medida que llevaría a Juan Catalina a revisar el reglamento del informe de sus fondos que quedó reflejado en un inventario con fecha de 1878. En él aparecen anotados casi siete mil volúmenes, entre los que pueden mencionarse la Historia Civil de Cuba (1842) de Ramón de la Sagra, la España Sagrada de Enrique Flórez, la Biblioteca Vetus et Nova (en la edición reunida e impresa por Joaquín Ibarra en 1783-1788) de Nicolás Antonio, la Enciclopedia francesa y el mencionado tratado de agricultura de Herrera. Además del conjunto de publicaciones de la Sociedad Económica, también es importante la colección de folletos, casi seis mil, relativos a industria, comercio, "artes útiles" y, sobre todo, a la agricultura.